# Volley Ball Club Riom Auvergne
 (avril 2021).
Si vous disposez d'ouvrages ou d'articles de référence ou si vous connaissez des sites web de qualité traitant du thème abordé ici, merci de compléter l'article en donnant les références utiles à sa vérifiabilité et en les liant à la section « Notes et références ».
Maillots
Le Volley Ball Club Riom Auvergne était un club de volley-ball français qui a évolué de nombreuses années au premier niveau national Féminin (Pro F).

## Historique
Le club est créé en 1983 et obtient des résultats très rapidement. En effet, lors de la saison 1987-1988, les deux équipes du club de Riom, féminine et masculine, sont en Nationale 1B, et obtiennent chacune leur billet pour la montée. Cependant, le club ne peut se permettre d'avoir deux équipes au plus haut niveau national, et privilégie alors les filles pour l'accession en division supérieure.
Pendant plusieurs saisons, le club aura l'équipe féminine au plus haut niveau de National 1A F et l'équipe masculine en National 1B. Après la saison 1994-1995, le choix politique du club se projeta exclusivement sur les filles et sacrifia l'équipe masculine pourtant maintenue en N1B [certains garçons régionaux tel : Olivier Hénonin, Arnaud Papillon, Patrick Guerbeur, Laurent Guyotot, Frédéric Bal, Laurent Candela, Cyrille Labaye et Bernard Laurent, partiront à Thiers (ils resteront en N2 pendant de très longues années) et pour les plus jeunes à noter : Atman Toubani, Francisco Franco, Julien Cucuphat et Benoit Fontaine, ils iront à Cébazat.Ils stabiliseront le Club en N3.
C'est donc à partir de 1983 que Riom sera une ville phare du volley français, poussant ses « Demoiselles » jusqu'au plus haut niveau européen (Onze participations aux coupes d'Europe et cinq Finals Four: Perouse, Moscou, Modene, Dubrovnik et Bursa en Turquie).
Le VBCR (puis VBCRA au cours des années 2000) peut se targuer d'avoir eu dans ses rangs les plus grandes joueuses françaises, (Catherine Bouchon, Izabela Bal, Sylvie Lopes, Valérie Geay, Sandra Laforet, Séverine Bardin,Laurence et Pascale Cerisier, Marine Bouet-Wuillaumez, Marie Tari, Sabine Tetuani, Catherine Faure-Claidat, Véronique Ligny, Armelle Faesch, Pauline Soullard…) et enfin les étrangères (Térésa Worek, Andra Apine, Yelena Pavlova, Natalia Rikova, Véra Rykounina, Tatyana Etienne, Valdone Petrauskaite, Daiva Vaitulioniene, Tanya Kaftailova, Jasmin Bieri, Natalia Novikova, Daniela Adamciuc…).
Le club a également connu les meilleurs coaches, à commencer par son adjoint de toujours, celui qui sera riomois à jamais, le très apprécié Jean-Luc Treilles. Très souvent adjoint, mais aussi entraineur principal aux heures les plus dures, il a aidé de nombreux techniciens et tacticiens, dont notamment le « sorcier chinois » Yang Fang (ensuite parti chez l'éternel rival Cannes). Pour la petite revue d'effectif en ce qui concerne les entraineurs, ils ont dirigé l'équipe : Jacques Brioudes, Jacques Beraud, Appie Krijnsen, Andjeï Dulski, Wuqiang Pang, Emil Trenev, Peter Nonnenbroich, Shailen Ramdoo, Stephane Dorel…
Le club dépose le bilan en 2006 après quelques années financièrement difficiles. La situation du club a toujours été tendue, mais lors des deux dernières années l'équipe en place n'a pas su gérer et a été contrainte au dépôt de bilan. Pourtant le club s'était bien redressé entre 2003 et 2004, mais les conflits internes ont débouché sur cette situation de dépôt de bilan.
Les riomois retiendront avec grand plaisir les années dorées du volley local, en attendant avec impatience que le nouveau Riom Volley-Ball qui évolue à l'heure actuelle en Nationale 3 grimpe petit à petit les échelons du volley régional et national. Il faut noter que le RVB a évolué en Nationale 2 lors de la saison 2009-2010.

## Palmarès
- Coupe d'Europe des clubs champions
  - Quatrième : 1998
- Coupe des coupes
  - Finaliste : 1996, 1997
  - Quatrième : 1993, 1999
- Championnat de France (3)
  - Vainqueur : 1993, 1994, 1997
  - Finaliste : 1991, 1992, 1995, 1996
- Coupe de France (2)
  - Vainqueur : 1991, 1995
  - Finaliste : 1992, 1993, 1996, 1997, 1998

## Effectifs féminins - Pro F

### 1990-1991
Entraîneur / manager : Fang Yan ( Chine)
| Numéro | Nom                  | Taille | Nationalité |
| 1      | Laurence Cerisier    | 1,74   | France      |
| 2      | Sylvie Lopes         | 1,81   | France      |
| 3      | Séverine Bardin      | 1,80   | France      |
| 4      | Pascale Cerisier     | 1,73   | France      |
| 5      | Valérie Verdy        | 1,73   | France      |
| 6      | Tanya Kaftailova     | 1,80   | Lituanie    |
| 7      | Daiva Vaitoulioniene | 1,84   | Lituanie    |
| 8      | Marie Tari (cap)     | 1,76   | France      |
| 9      | Marie Gaumet         | 1,78   | France      |
| 10     | Valérie Geay         | 1,74   | France      |
| 11     | Catherine Bouchon    | 1,79   | France      |

### 1991-1992
Entraîneur / manager : Fang Yan ( Chine)
| Numéro | Nom                  | Taille | Nationalité |
| 1      | Laurence Cerisier    | 1,74   | France      |
| 2      | Sylvie Lopes         | 1,81   | France      |
| 3      | Séverine Bardin      | 1,80   | France      |
| 4      | Pascale Cerisier     | 1,73   | France      |
| 6      | Tanya Kaftailova     | 1,80   | Lituanie    |
| 7      | Daiva Vaitoulioniene | 1,84   | Lituanie    |
| 8      | Marie Tari (cap)     | 1,76   | France      |
| 9      | Michelle Gaumet      | 1,83   | France      |
| 10     | Valérie Geay         | 1,74   | France      |
| 11     | Catherine Bouchon    | 1,79   | France      |

### 1992-1993
Entraîneur / manager : Fang Yan ( Chine)
| Numéro | Nom                     | Taille | Nationalité |
| 1      | Laurence Cerisier       | 1,74   | France      |
| 2      | Sylvie Lopes            | 1,81   | France      |
| 3      | Séverine Bardin         | 1,80   | France      |
| 4      | Teresa Worek            | 1,68   | Pologne     |
| 5      | Catherine Claidat-Faure | 1,81   | France      |
| 6      | Izabela Szczypiorkowska | 1,80   | Pologne     |
| 7      | Daiva Vaitulioniene     | 1,84   | Lituanie    |
| 8      | Marie Tari (cap)        | 1,76   | France      |
| 10     | Valérie Geay            | 1,74   | France      |
| 11     | Catherine Bouchon       | 1,79   | France      |
| 12     | Marine Bouet            | 1,73   | France      |

### 1993-1994
Entraîneur / manager : Appie Krinjsen ( Pays-Bas)
| Numéro | Nom                     | Taille | Nationalité |
| 1      | Laurence Cerisier       | 1,74   | France      |
| 2      | Sylvie Lopes            | 1,81   | France      |
| 3      | Séverine Bardin         | 1,80   | France      |
| 4      | Teresa Worek            | 1,68   | Pologne     |
| 5      | Marie Tari (cap)        | 1,78   | France      |
| 6      | Izabela Szczypiorkowska | 1,80   | Pologne     |
| 7      | Stéphanie Willemain     | 1,74   | Lituanie    |
| 8      | Catherine Claidat-Faure | 1,81   | France      |
| 9      | Marjolène De Jong       | 1,86   | Pays-Bas    |
| 10     | Valérie Geay            | 1,74   | France      |
| 11     | Catherine Bouchon       | 1,79   | France      |
| 12     | Natalia Novikova        | 1,85   | Biélorussie |
| 14     | Valérie Verdy           | 1,73   | France      |

### 1994-1995
Entraîneur / manager : Andjeï Dulski ( Pologne)
| Numéro | Nom                           | Taille | Nationalité |
| 1      | Margarita Okratchkova         | 1,87   | Russie      |
| 2      | Sylvie Lopes                  | 1,81   | France      |
| 3      | Natalia Novikova              | 1,83   | Biélorussie |
| 4      | Sandra Laforet                | 1,74   | France      |
| 5      | Daniela Adamciuc              | 1,88   | Roumanie    |
| 6      | Izabela Szczypiorkowska / Bal | 1,80   | Pologne     |
| 7      | Catherine Bouchon (cap)       | 1,80   | France      |
| 8      | Catherine Faure               | 1,81   | France      |
| 9      | Sabine Tetuani                | 1,72   | France      |
| 10     | Valérie Geay                  | 1,74   | France      |

### 1995-1996
Entraîneur / manager : Andjeï Dulski ( Pologne)
| Numéro | Nom                           | Taille | Nationalité |
| 1      | Andréa Apine                  | 1,87   | Lettonie    |
| 2      | Sylvie Lopes                  | 1,81   | France      |
| 3      | Sandra Laforet                | 1,75   | France      |
| 4      | Catherine Bouchon             | 1,83   | France      |
| 5      | Marie Tari                    | 1,75   | France      |
| 6      | Izabela Szczypiorkowska / Bal | 1,80   | Pologne     |
| 7      | Mireille Stephan              | 1,85   | France      |
| 8      | Catherine Faure               | 1,81   | France      |
| 9      | Sabine Tetuani                | 1,72   | France      |
| 10     | Véra Rykounina                | 1,81   | Russie      |

### 1996-1997
Entraîneur / manager : Wuqiang Pang ( Pays-Bas)
| Numéro | Nom               | Taille | Nationalité |
| 1      | Andréa Apine      | 1,87   | Lettonie    |
| 2      | Sylvie Lopes      | 1,81   | France      |
| 3      | Véronique Ligny   | 1,88   | France      |
| 4      | Izabela Bal       | 1,80   | France      |
| 5      | Mireille Stephan  | 1,85   | France      |
| 6      | Catherine Faure   | 1,81   | France      |
| 7      | Sabine Tetuani    | 1,72   | France      |
| 8      | Véra Rykounina    | 1,81   | Russie      |
| 9      | Catherine Bouchon | 1,83   | France      |
| 10     | Sandra Laforet    | 1,75   | France      |

### 1997-1998
Entraîneur / manager : Wuqiang Pang ( Pays-Bas)
| Numéro | Nom              | Taille | Nationalité |
| 1      | Andrea Apine     | 1,89   | Lettonie    |
| 2      | Sylvie Lopes     | 1,81   | France      |
| 5      | Véronique Ligny  | 1,88   | France      |
| 10     | Véra Rykounina   | 1,81   | Russie      |
| 3      | Hedvig Bleken    | 1,73   | Norvège     |
| 6      | Izabela Bal      | 1,80   | France      |
| 4      | Yulia Ivanova    | 1,86   | Bulgarie    |
| 8      | Catherine Faure  | 1,81   | France      |
| 9      | Sabine Tetuani   | 1,72   | France      |
| 7      | Mireille Stephan | 1,85   | France      |

### 1998-1999
Entraîneur / manager : Jean-Luc Treilles ( France)
| Numéro | Nom                    | Taille | Nationalité        |
| 10     | Katarina Michnova      | 1,83   | République tchèque |
| 2      | Sylvie Lopes           | 1,81   | France             |
| 5      | Marine Bouet-Willaumez | 1,77   | France             |
| 3      | Zoé Chater             | 1,85   | France             |
| 4      | Geneviève Lamarre      | 1,93   | Canada             |
| 6      | Izabela Bal            | 1,80   | France             |
| 1      | Kerri Buchberger       | 1,82   | Canada             |
| 8      | Catherine Faure        | 1,81   | France             |
| 9      | Sabine Tetuani         | 1,72   | France             |
| 7      | Mireille Stephan       | 1,85   | France             |

### 1999-2000
Entraîneur / manager : Jean-Luc Treilles ( France)
| Numéro | Nom                    | Taille | Nationalité |
| 1      | Loredana Cristea       | 1,83   | Roumanie    |
| 2      | Sylvie Lopes           | 1,81   | France      |
| 3      | Violette Vildt         | 1,85   | Kazakhstan  |
| 5      | Yelena Pavlova         | 1,84   | Kazakhstan  |
| 7      | Otilia Pap             | 1,81   | Roumanie    |
| 8      | Catherine Faure        | 1,81   | France      |
| 9      | Sabine Tetuani         | 1,72   | France      |
| 10     | Hortense Speno         | 1,81   | France      |
| 11     | Katarina Michnova      | 1,83   | Slovaquie   |
| 13     | Marine Bouet-Willaumez | 1,77   | France      |

### 2000-2001
Entraîneur : Emil Trenev ( Bulgarie)
| Numéro | Nom                 | Taille | Nationalité        |
| 1      | Maguelonne Gilli    | 1,78   | France             |
| 2      | Catherine Bouchon   | 1,80   | France             |
| 3      | Yelena Pavlova      | 1,84   | Kazakhstan         |
| 4      | Jana Vernig         | 1,84   | Slovénie           |
| 5      | Alexandrina Treneva | 1,87   | Bulgarie           |
| 6      | Eva Adamova         | 1,74   | République tchèque |
| 7      | Izabela Bal         | 1,80   | France             |
| 8      | Catherine Faure     | 1,81   | France             |
| 9      | Katarina Michnova   | 1,83   | République tchèque |

### 2001-2002
Entraîneur / manager : Catherine Faure ( France) puis Andjeï Dulski ( Pologne)
| Numéro | Nom                 | Taille | Nationalité    |
| 1      | Alexandrina Treneva | 1,87   | Bulgarie       |
| 2      | Maguelonne Gilli    | 1,78   | France         |
| 3      | Natalia Joukova     | 1,83   | Kazakhstan     |
| 4      | Nadia Khojayva      | 1,81   | Kazakhstan     |
| 5      | Yelena Pavlova      | 1,84   | Kazakhstan     |
| 6      | Izabela Bal         | 1,80   | France         |
| 7      | Nina Bjegovic       | 1,84   | RF Yougoslavie |
| 8      | Catherine Faure     | 1,81   | France         |
| 9      | Nadica Karlevsa     | 1,88   | RF Yougoslavie |
| 10     | Pauline Allamand    | 1,85   | France         |

### 2002-2003
Entraîneur / manager : Andjeï Dulski ( Pologne)
| Numéro | Nom                   | Taille | Nationalité |
| 1      | Daniela Shinn         | 1,68   | États-Unis  |
| 2      | Ivana Muller          | 1,85   | Argentine   |
| 3      | Tania Bunak           | 1,87   | Ukraine     |
| 4      | Tania Morenko Etienne | 1,78   | Ukraine     |
| 5      | Yelena Pavlova        | 1,84   | Kazakhstan  |
| 6      | Natalia Joukova       | 1,83   | Kazakhstan  |
| 7      | Léna Onipko           | 1,85   | Ukraine     |
| 8      | Gwladys Palo          | 1,84   | France      |
| 9      | Barbara Sarpaux       | 1,84   | France      |
| 10     | Sonia Souid           | 1,81   | France      |
| 11     | Catherine Bouchon     | 1,78   | France      |
| 12     | Coralie Trapeau       | 1,74   | France      |
| 16     | Jennifer Wittenburg   | 1,89   | États-Unis  |

### 2003-2004
Entraîneur / manager : Peter Nonnenbroich ( Allemagne)
| Numéro | Nom                     | Taille | Nationalité        |
| 1      | Tania Bunak             | 1,87   | Ukraine            |
| 2      | Léna Onipko             | 1,85   | Ukraine            |
| 3      | Pauline Soullard        | 1,82   | France             |
| 4      | Yelena Pavlova          | 1,84   | Kazakhstan         |
| 5      | Vénissia Cazenave       | 1,80   | France             |
| 6      | Izabela Bal             | 1,80   | France             |
| 7      | Catherine Bouchon       | 1,78   | France             |
| 8      | Tereza Matuszková       | 1,91   | République tchèque |
| 9      | Tatyana Etienne Morenko | 1,78   | Ukraine            |
| 10     | Natalia Joukova         | 1,83   | Kazakhstan         |

### 2004-2005
Entraîneur / manager : Peter Nonnenbroich ( Allemagne)
| Numéro | Nom                           | Taille | Nationalité        |
| 1      | Armelle Faesch                | 1,80   | France             |
| 2      | Elena Arsova                  | 1,87   | Bulgarie           |
| 3      | Pauline Soullard              | 1,82   | France             |
| 4      | Olga Grushko                  | 1,82   | Kazakhstan         |
| 5      | Anna Milanova                 | 1,89   | Bulgarie           |
| 6      | Natalia Kraynya               | 1,80   | Ukraine            |
| 7      | Valdonė Petrauskaitė          | 1,81   | Lituanie           |
| 8      | Tereza Matuszková             | 1,91   | République tchèque |
| 9      | Tatyana Etienne Morenko       | 1,78   | Ukraine            |
| 10     | Natalia Joukova (volley-ball) | 1,83   | Kazakhstan         |
| 13     | Jasmin Bieri                  | 1,58   | Suisse             |

### 2005-2006 (Dernière équipe)
Entraîneur / manager : Shailen Ramdoo ( États-Unis) puis Dorel Stephan ( Roumanie)
| Numéro | Nom                  | Taille | Nationalité          |
| 1      | Marika Andersson     | 1,91   | Finlande             |
| 2      | Daniela Todorova     | 1,85   | Bulgarie             |
| 3      | Tracy Valerin        | 1,83   | France               |
| 4      | Izabela Bal          | 1,80   | France               |
| 5      | Flora Rakotovao      | 1,78   | France               |
| 6      | Vanessa Bonacossi    | 1,84   | France               |
| 7      | Valdonė Petrauskaitė | 1,80   | Lituanie             |
| 8      | Nina Bjegovic        | 1,84   | Serbie-et-Monténégro |
| 9      | Pauline Soullard     | 1,82   | France               |
| 12     | Catherine Bouchon    | 1,82   | France               |
| 18     | Zorica Zivanović     | 1,78   | Serbie-et-Monténégro |

## Moments forts européens

### 1990-1991
Coupe confédérale dames :
Le VBC RIOM élimine Rijeka ( Yougoslavie), Eger ( Hongrie), Porto ( Portugal) avant de chuter en 1/4 de finale avec un magnifique VBC Riom - Orbita Zaporojie ( Union soviétique) : 2-3 (14-16 / 15-13 / 15-08 / 12-15 / 15-13) à domicile. Les riomoises s'inclineront en Russie aux portes du Final Four.

### 1991-1992
Coupe des coupes féminine :
Le VBC Riom élimine Temse ( Belgique) sur ses terres, avant de tomber en 1/8e de finale face à Czarni Slupsk ( Pologne) et sa passeuse Tereza Worek (qui deviendra riomoise la saison suivante).

### 1992-1993
Coupe des coupes féminine :
Le VBC Riom élimine Kimikis Daugavpils ( Lettonie), Salzbourg ( Autriche) et se qualifie pour le Final Four européen à Pérouse ( Italie), elles battent en matches de positionnement les locales de Pérouse 3-1 avant de s'incliner en 1/2 finale face au BZBK Bakou ( Azerbaïdjan) 3-2 (12-15 / 15-13 / 12-15 / 15-11 / 15-13)- Les riomoises terminent 4e du Final Four après avoir chuté contre Pérouse ( Italie) : 3-0

### 1993-1994
Coupe d'Europe des clubs champions
En 1/8 : le VBC Riom s'impose en match aller-retour 2 fois 3-0 contre Mate-Asher ( Israël)
En 1/4 : il n'y aura pas eu de miracle : le VBC Riom prend une leçon (2 défaites 3-0) face à l'ogre Mladost Zagreb ( Croatie)

### 1995-1996
Coupe des coupes
Final Four : le VBC Riom termine 2nd derrière Anthesis Modène ( Italie) et devant CSKA Moscou ( Russie)

### 1996-1997
Coupe des coupes
Final Four : le VBC Riom termine 2nd derrière Anthesis Modène ( Italie) et devant CSKA Moscou ( Russie)

### 1997-1998
Coupe d'Europe des clubs champions
Le VBC Riom terminera 4e du Final Four derrière OK Dubrovnik ( Croatie), Vakifbank Ankara ( Turquie) et Foppapedretti Bergame ( Italie)

### 1998-1999
Coupe des coupes
Le VBC terminera 4e du Final Four derrière Eczacibasi Istanbul ( Turquie), Cerve Reggio Emilia ( Italie) et Vrilissia ( Grèce)

### 2004-2005 (dernière participation)
Coupe de la CEV
Le VBC Riom se fait sortir en 1/8 de finale face à Nafta-Gaz Pila ( Pologne) - Victoire 3-2 à l'Aller, et défaite 0-3 au Retour

## Les finales de Coupe de France féminine

### 1990-1991
VBC Riom vs Racing Club de France : victoire des Riomoises 3 sets à 2 (12-15 / 15-10 / 15-08 / 11-15 / 15-07)

### 1991-1992
VBC Riom vs Racing Club de France : victoire du Racing 3 sets à 2 (11-15 / 15-07 / 06-15 / 16-14 / 17-15)

### 1992-1993
VBC Riom vs Racing Club de France : victoire du Racing

### 1994-1995
VBC Riom vs RC Cannes : victoire des Riomoises

### 1995-1996
VBC Riom vs RC Cannes : victoire de Cannes

### 1996-1997
VBC Riom vs RC Cannes : victoire de Cannes 3 sets à 2 (16-14 / 07-15 / 15-06 / 12-15 / 15-08)

### 1997-1998
VBC Riom vs RC Cannes : victoire de Cannes 3 sets à 0 (15-04 / 15-12 / 15-12)
Seulement six équipes ont remporté la Coupe de France féminine depuis 1986, le VBC Riom possède les tristes records de finales perdues (5) et le plus grand nombre de défaites consécutives pour un club (3).

## Effectifs masculins - Pro B

### 1990-1991
Entraîneur / manager : Lazlo Lukac ( Yougoslavie)
| Numéro | Nom                | Taille | Nationalité |
| 1      | Gérard Sadey       | 1,93   | Cameroun    |
| 2      | Yann Goasdoue      | 1,96   | France      |
| 3      | Bernard Laurent    | 1,89   | France      |
| 4      | Zoran Kijanovic    | 2,02   | Russie      |
| 5      | Philippe Bories    | 1,91   | France      |
| 6      | Frédéric Bal       | 1,93   | France      |
| 7      | Olivier Barthelemy | 1,85   | France      |
| 8      | Olivier Henonin    | 1,93   | France      |
| 9      | Serge Gaumet       | 1,87   | France      |
| 10     | Jean-Pierre Delost | 1,91   | France      |

L'équipe terminera 6ᵉ/12 cette saison.

### 1991-1992
Entraîneur / manager : Lazlo Lukac ( Croatie)
| Numéro | Nom                   | Taille | Nationalité |
| 1      | Bernard Guerber       | 1,87   | France      |
| 2      | Yann Goasdoue         | 1,96   | France      |
| 3      | Bernard Laurent       | 1,89   | France      |
| 4      | Zoran Kijanovic       | 2,02   | Russie      |
| 5      | Philippe Bories       | 1,91   | France      |
| 6      | Frédéric Bal          | 1,93   | France      |
| 7      | Hassan El Mansouri    | 1,91   | Maroc       |
| 8      | Olivier Henonin       | 1,93   | France      |
| 9      | Serge Gaumet          | 1,87   | France      |
| 10     | Jean-Pierre Delost    | 1,91   | France      |
| 11     | Sergueï Pobereschenko | 1,96   | Russie      |
| 12     | Laurent Guyotot       | 1,91   | France      |
| 13     | Patrick Gerbeur       | 1,90   | France      |

L'équipe terminera 6ᵉ/11 cette année-là.

### 1992-1993
Entraîneur / manager : Lazlo Lukac ( Croatie)
| Numéro | Nom                | Taille | Nationalité |
| 1      | Francisco Franco   | 1,80   | France      |
| 2      | Cyrille Labaye     | 1,77   | France      |
| 3      | Olivier Henonin    | 1,93   | France      |
| 4      | Atman Toubani      | 1,80   | France      |
| 5      | Hassan El Mansouri | 1,91   | Maroc       |
| 6      | Laurent Guyotot    | 1,90   | France      |
| 7      | Philippe Bories    | 1,90   | France      |
| 8      | Olivier Barthelemy | 1,90   | France      |
| 9      | Frédéric Bal       | 1,93   | France      |
| 10     | Jean-Pierre Delost | 1,91   | France      |
| 11     | Bernard Laurent    | 1,96   | France      |

L'équipe terminera 10ᵉ/11 cette année.

### 1993-1994
Entraîneur / manager : Georges Warchol ( France)
| Numéro | Nom                | Taille | Nationalité |
| 1      | Francisco Franco   | 1,80   | France      |
| 2      | Cyrille Labaye     | 1,77   | France      |
| 3      | Olivier Henonin    | 1,93   | France      |
| 4      | Atman Toubani      | 1,80   | France      |
| 5      | Hassan El Mansouri | 1,91   | Maroc       |
| 6      | Arnaud Papillon    | 1,94   | France      |
| 7      | Julien Cucuphat    | 1,92   | France      |
| 8      | Laurent Candela    | 1,80   | France      |
| 9      | Frédéric Bal       | 1,93   | France      |
| 10     | Benoit Fontaine    | 1,90   | France      |
| 11     | Bernard Laurent    | 1,96   | France      |

L'équipe terminera 13ᵉ/13 cette saison. Maintien dû à deux équipes qui déposent le bilan.

### 1994-1995 (Dernière année)
Entraîneur / manager : Jean-Luc Treilles ( France)
| Numéro | Nom                | Taille | Nationalité |
| 1      | Francisco Franco   | 1,80   | France      |
| 2      | Cyrille Labaye     | 1,77   | France      |
| 3      | Guy-Roger Nanga    | 1,91   | Cameroun    |
| 4      | Atman Toubani      | 1,80   | France      |
| 5      | Jérôme Nono Douamo | 1,90   | Cameroun    |
| 6      | Arnaud Papillon    | 1,94   | France      |
| 7      | Julien Cucuphat    | 1,92   | France      |
| 8      | Gabriel Le Nôtre   | 1,91   | France      |
| 9      | Frédéric Bal       | 1,93   | France      |
| 10     | Benoit Fontaine    | 1,90   | France      |
| 11     | Bernard Laurent    | 1,96   | France      |

L'équipe termine 12ᵉ/12. Maintien extra-sportif, deux clubs déposent le bilan. Le VBC Riom sera le 3e club à stopper cette année.